# Talea (musica)
In musica la talea è un modo isoritmico di condurre il tenor adottato nei mottetti del XIV e XV secolo, ma anche nella musica indiana e da compositori moderni come Alban Berg, Olivier Messiaen, e John Cage.
Consisteva nel replicare ad oltranza uno schema ritmico per tutto l'arco della composizione. Nei mottetti era avviato dal tenor per essere talvolta ripreso anche dalle altre voci.
Il termine fu coniato nel 1904 dallo storico Friedrich Ludwig per descrivere l'uso di questa tecnica ed esteso alla musica indiana e a quella di compositori del XX secolo come Alban Berg, Olivier Messiaen e John Cage, che la utilizzarono in chiave seriale.
Esso può essere usato in tutti i registri o solo in alcune voci.
Philippe de Vitry è stato talvolta accreditato dell'invenzione di questa tecnica, che di fatto fu un patrimonio comune ad altri compositori dei primi anni del XIV secolo.
Il suo termine complementare è il color, nel quale una stessa melodia era eseguita con valori ritmici diversi.